# Stephen Baldwin

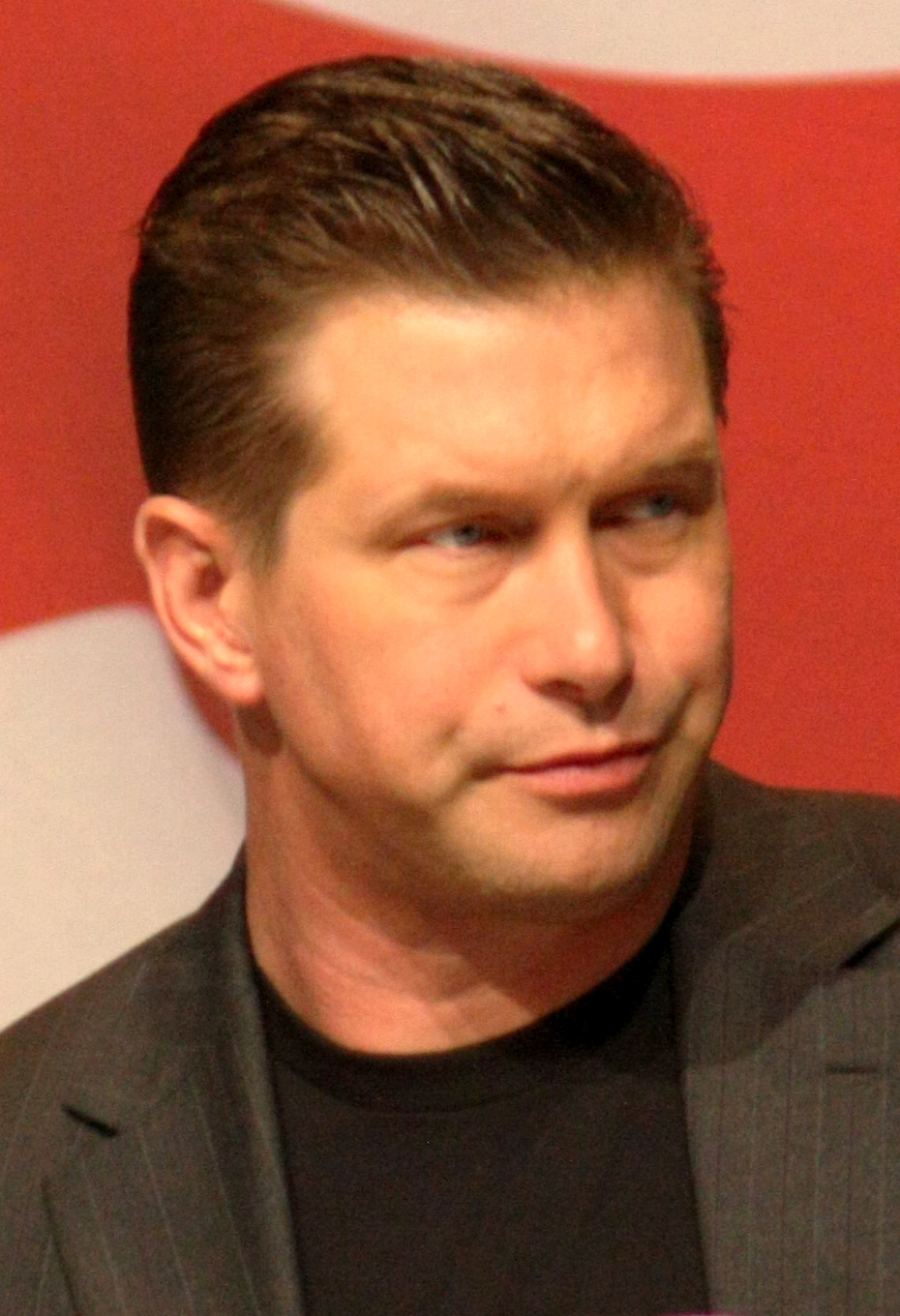
Stephen Baldwin (2010)

Stephen Andrew Baldwin (* 12. Mai 1966 in Massapequa auf Long Island, New York, auch bekannt als Steve Baldwin) ist ein US-amerikanischer Schauspieler.

## Leben
Baldwin wurde in Massapequa, New York geboren. Seine Mutter war Carolyn Newcomb Martineau (1929–2022), sein Vater war Alexander Rae Baldwin, Jr., (Oktober 1927–April 1983), der an Lungenkrebs starb. 
Stephen Baldwin ist der Bruder der Schauspieler Alec, Daniel und William und  wurde katholisch erzogen. Baldwin hat außerdem zwei Schwestern: Elizabeth Keuchler (* 1955) und Jane Sasso (* 1965).
Baldwin ist seit 1990 mit Kennya Deodato verheiratet, mit der er zwei Töchter hat. Eine der beiden ist das Model Hailey Bieber. Im März 2013 wurde er von der Polizei festgenommen, da sich herausgestellt hatte, dass er 2008, 2009 und 2010 keine Einkommensteuer gezahlt hatte. Er versprach, 300.000 US-Dollar nachzuzahlen.

### Wiedergeborener Christ und politische Äußerungen
Seit den Anschlägen vom 11. September 2001 bezeichnet sich Baldwin als „wiedergeborenen Christen“ und wendet sich unter anderem gegen die Homoehe sowie das, was er als den „Verfall Amerikas“ bezeichnet.
Im US-amerikanischen Wahlkampf unterstützte er 2007 den rechten Republikaner Sam Brownback; nachdem Brownback seine Kandidatur aufgegeben hatte, unterstützte Baldwin Mike Huckabee.  Als dieser keine Chance mehr hatte, unterstützte er das Duo McCain/Palin und drohte damit, nach Kanada auszuwandern, wenn Barack Obama gewählt werden würde. Nachdem er diese Ankündigung nicht wahrgemacht hatte, dachte er über die Möglichkeit nach, gegen seinen Bruder Alec bei der New Yorker Bürgermeister-Wahl 2013 anzutreten.

## Karriere
Baldwin begann mit der Schauspielerei im Fernsehen und gab sein Filmdebüt bei Bestie Krieg (1988). In Geboren am 4. Juli spielte er eine Nebenrolle und zusammen mit seinen Brüdern Daniel und William. Anschließend spielte er in der Fernsehserie The Young Riders neben Josh Brolin in einer der Hauptrollen und im Film Einsam Zweisam Dreisam (1994) mit. Sein Durchbruch gelang ihm 1995 mit dem Film Die üblichen Verdächtigen. Im Jahr 2000 war er als Barney Rubble in Die Flintstones in Viva Rock Vegas zu sehen. Baldwin spielt überwiegend in sogenannten B-Movies mit, welche einer breiteren Öffentlichkeit nicht bekannt werden und die meist direkt auf Blu-Ray oder DVD erscheinen.

## Filmografie (Auswahl)
- 1988: Bestie Krieg (The Beast of War)
- 1989: Letzte Ausfahrt Brooklyn (Last Exit to Brooklyn)
- 1989: Geboren am 4. Juli (Born on the Fourth of July)
- 1992: Crossing the Bridge
- 1993: Posse – Die Rache des Jessie Lee (Posse)
- 1994: Der Zufalls-Dad (A Simple Twist of Fate)
- 1994: 8 Seconds
- 1994: New Eden – Wüste des Todes (New Eden, alternativ: Der Todesplanet, Fernsehfilm)
- 1994: Einsam Zweisam Dreisam (Threesome)
- 1994: Mrs. Parker und ihr lasterhafter Kreis (Mrs. Parker and the Vicious Circle)
- 1995: Fall Time – Blutiger Herbst (Fall Time)
- 1995: Die üblichen Verdächtigen (The Usual Suspects)
- 1996: Bud und Doyle – Total Bio, garantiert schädlich (Bio-Dome)
- 1996: Fled – Flucht nach Plan (Fled)
- 1996: Crimetime
- 1997: Sub Down – Das Portland-Inferno
- 1998: Half Baked – völlig high und durchgeknallt (Half Baked)
- 1998: One Tough Cop
- 1998: Scarred City
- 1998: Mr. Murder – Er wird dich finden ... (Mr. Murder)
- 1999: Born To Kill – Tödliche Erinnerungen (Absence of the Good)
- 1999: Sex Monster (The Sex Monster)
- 1999: Friends & Lovers
- 2000: XChange
- 2000: Mercy – Die dunkle Seite der Lust (Mercy)
- 2000: Cutaway – Jede Sekunde zählt! (Cutaway)
- 2000: Die Flintstones in Viva Rock Vegas (The Flintstones in Viva Rock Vegas)
- 2001: Spider’s Web – Die Beute der Spinne (Spider’s Web)
- 2001: Dead Awake – Der Tod schläft nie (Dead Awake)
- 2001: Zebra Lounge
- 2001: Protection
- 2002: Greenmail – Die Bombe tickt! (Greenmail)
- 2002: Schlappschuss 2 – Die Eisbrecher (Slap Shot 2 – Breaking the Ice)
- 2003: Best of Scare Tactics Volume 1 (Scare Tactics)
- 2003: Firefight
- 2003: Jagd auf den verlorenen Schatz (Lost Treasure)
- 2003: Warnings – Die Zeichen sind da (Silent Warnings)
- 2003: Shelter Island
- 2004: Six: The Mark Unleashed
- 2004: Target – Krieg der Sniper (Target)
- 2005: Long Dark Kiss (Bound by Lies)
- 2006: Jesse Stone: Knallhart (Jesse Stone: Night Passage)
- 2005: Snake Man (The Snake King)
- 2006: Wenn der Mond auf die Erde stürzt (Earthstorm)
- 2006: Dark Storm
- 2007: Die Gebrüder Weihnachtsmann (Fred Claus)
- 2008: Die Smart
- 2008: Der weiße Hai in Venedig (Shark in Venice)
- 2008: Sky Busters – Die Himmelsstürmer (The Flyboys)
- 2009: Shoot the Duke
- 2021: Church People

## Auszeichnungen
- National Board of Review Award/Bestes Schauspielensemble 1995: Die üblichen Verdächtigen
- Nominierung Goldene Himbeere 2001: Schlechtester Nebendarsteller in „Flintstones in Viva Rock Vegas“